# No Safe Spaces
No Safe Spaces (En español Sin espacios seguros) es una película de tipo documental, del año 2019 dirigida por Justin Folk que presenta al comentarista Dennis Prager y al comediante Adam Carolla hablando con estudiantes universitarios y profesores sobre espacios seguros universitarios. El documental también cubre las controversias sobre la libertad de expresión ocasionadas por la izquierda extremista cuando se invita a los políticos conservadores a hablar en entornos universitarios. La película se estrenó en los cines de Arizona el 25 de octubre de 2019, y fue lo suficientemente exitosa como para tener un estreno nacional el 6 de diciembre de 2019, Ha recibido críticas positivas y mixtas de los críticos especializados, el documental se volvió célebre, a raíz de la censura que sufrió de diversos medios de comunicación de izquierdas que la acusaban de desprestigiar su causa, y la clasifican como contraria a sus pensamientos.

## Contenido
Con la producción comenzando en 2017, los realizadores estuvieron presentes para el discurso del comentarista Ben Shapiro el 14 de septiembre de 2017 en la Universidad de California, Berkeley, un sitio de protestas cívicas y disturbios. La película se centra en tales censuras del habla en Estados Unidos, pero también examina incidentes similares en Canadá con el profesor y pensador Jordan Peterson. En particular, muestra el caso de Lindsay Shepherd, quien fue atacada por diversos medios, y disciplinada en la Universidad Wilfrid Laurier por usar una grabación de un debate con Peterson en clase. También "denuncia la censura en China". "Carolla dijo: 'Seríamos hipócritas si hiciéramos una película sobre la supresión de la libertad de expresión pero no mencionáramos a China'".
En una escena filmada en Laugh Factory, los comediantes se quejan de que el público de los campus universitarios se ofende ahora con demasiada facilidad, y buscan la censura de cualquier idea que no les gusta. Entre estos comediantes se encuentran Adam Carolla con Karith Foster, y Tim Allen.
La película analiza la historia de Bret Weinstein, un profesor de biología en el Evergreen State College en el estado de Washington, quien renunció luego de ser acosado y criticado por asistir a la universidad durante un "Día de Ausencia" que era una tradición de larga data. Cada año, las minorías étnicas se quedaban voluntariamente en casa fuera del campus para destacar sus contribuciones a la universidad. En 2017, los estudiantes intentaron obligar al personal blanco y a los estudiantes a mantenerse alejados de la escuela, a lo que Weinstein se negó a hacer. La compulsión también fue un tema discutido en los segmentos con Jordan Peterson, quien ganó la atención internacional cuando se negó a adoptar un lenguaje neutral en cuanto al género, calificándolo como una forma no deseada de discurso obligado, que corta el derecho humano de la libertad de expresión.
Según el Washington Examiner, los realizadores trabajaron para incluir puntos de vista "de izquierda" en su película. En CNN Van Jones se queja de que muchos jóvenes no han aprendido a defender sus puntos de vista, y solo imitan a los oradores sin saber lo que significan sus palabras. El abogado Alan Dershowitz critica a muchos líderes universitarios y a la "extrema izquierda" por no defender la libertad de expresión. El comentarista Dave Rubin sostiene que los liberales también deberían temer a "la mafia". La película muestra al expresidente estadounidense Barack Obama diciendo "A cualquiera que venga a hablar contigo... no debes silenciarlo".
También en la película están Sharyl Attkisson, Candace Owens, Ann Coulter y Cornel West.
Los realizadores han disputado su clasificación PG-13 impuesta por los medios.

## Recepción

### Taquilla
En marzo de 2020, la película había recaudado $ 1.3 millones en taquilla. En su noche de estreno, la película obtuvo un estimado de $ 45,000 trabajadores en una pantalla en Phoenix, el equipo de producción dijo, añadiendo que el único documental que ganó más de una pantalla en un primer fin de semana fue Michael Moore 's Sicko en 2007. El promedio por pantalla fue de $ 3542. No Safe Spaces, que se estrenó en un lanzamiento limitado el 25 de octubre de 2019, estuvo cerca de superar a Terminator: Dark Fate en los complejos teatrales de Denver y San Diego durante el fin de semana, y terminó cerca del éxito de taquilla de Arnold Schwarzenegger en esos lugares después de que aparecieran las cifras finales.
Después de su estreno en cines, Salem Media Group puso la película a disposición como video a pedido. Esta es la primera vez que Salem distribuye una película. Prager criticó a Netflix por rechazar la película, pero pagando $ 10 millones por Knock Down the House, que no se estrenó en cines.

### Respuesta crítica
No Safe Spaces ha recibido críticas mixtas de críticos profesionales. En Rotten Tomatoes, la película tiene un índice de aprobación del 57%, basado en 17 reseñas, con una calificación promedio de 6.35/10. Metacritic informa un puntaje de 61 sobre 100, basado en cinco revisiones, lo que indica "revisiones generalmente favorables", destacando especialmente sus valores de producción, y su habilidad para presentar puntos de vista que hoy en día son silenciados y perseguidos.
Muchos críticos revisaron la película de manera positiva, específicamente sus valores de escritura y guion, y sus puntos de vista diversos. John Kass, del Chicago Tribune, calificó la película de "profundamente importante". Alan Ng de Film Threat le dio a la película un 90 y escribió en su reseña: "Cuando todo está dicho y hecho, esta película es ofensiva sólo para aquellos que no quieren verla". Variety Owen Gleiberman alabó la defensa de la película de la libertad de expresión y de como aquellos que defienden la diversidad, quieren censurar y callar a todos aquellos que no los apoyan, afirmando que "el punto fuerte de No Safe Spaces es mostrar que los supuestos anti-radicales de izquierdas, solo buscan acabar con el discurso libre, y en muchos campus universitarios dominan el discurso, y están cerca de ser los líderes del mañana".